# La Rencontre d'Abraham et de Melchisédech (Castiglione)
Pour les articles homonymes, voir La Rencontre d'Abraham et de Melchisédech.
La Rencontre d'Abraham et de Melchisédech est une peinture à l'huile sur toile réalisée vers 1650, par le peintre baroque de l'École génoise de peinture Giovanni Benedetto Castiglione, dit Le Benédette en français et Il Grechetto en italien, conservée au musée du Louvre, à Paris.

## Historique
Entré dans les collections royales sous Louis XV avant 1753, date à laquelle il est signalé au château de Marly sous le nom de Berchem, ce tableau a été exposé au Musée central des Arts à partir de 1801.

## Description
Le sujet biblique (Livre de la Genèse, 14, 1-24) est renvoyé au second plan. Ayant appris que Loth, son neveu, était tombé aux mains des « quatre grands rois », Abraham les attaque par surprise avec ses partisans et le délivre. Lorsqu'il revient triomphalement au pays de Canaan, où il s'est établi, il est accueilli par Melchisédech, roi de Salem et grand prêtre de Dieu, qui lui apporte du pain et du vin. Cette rencontre est ensuite interprétée comme une préfiguration de l'Eucharistie, et la venue de Melchisédech comme une annonce de celle du Christ.
Giovanni Benedetto Castiglione s'est attaché à détailler l'étalage pittoresque et coloré du premier plan : animaux, riches objets et hommes enturbannés qui forment le véritable sujet.

## Analyse
Peints dans un coloris chaud et une manière onctueuse, les animaux, riches objets et hommes au premier plan révèlent le talent de peintre animalier de Giovanni Benedetto Castiglione, marqué par les œuvres flamandes collectionnées en grand nombre à Gênes, et son goût pour la représentation des choses inanimées.

## Exposition
Cette peinture est exposée dans le cadre de l'exposition Les Choses. Une histoire de la nature morte au musée du Louvre du 12 octobre 2022 au 23 janvier 2023, parmi les œuvres de l'espace nommé « Accumulation, échange, marché, pillage ».